# Campionato Europeo Velocità 2005
Il campionato Europeo Velocità 2005 è stata la 25ª edizione della competizione motociclistica Europea.

## Il contesto
In questa stagione furono cinque le categorie riconosciute con la validità di campionato Europeo. Rispetto alla stagione precedente, la Superstock 1000 viene elevata al rango di competizione mondiale (denominata Superstock 1000 FIM Cup), a sopperire la perdita di tale categoria, vi fu la creazione del campionato europeo Superstock 600. Per quel che concerne la strutturazione delle gare, tre classi (125, 250 e Supersport) si svolsero in otto prove, con un calendario di gare in comune, gestite da un'unica organizzazione. Differente invece la situazione dell'europeo Superstock 600, che si corse su dieci prove, che venne gestito dagli stessi organizzatori del mondiale Superbike e Supersport, con le gare che si svolsero in concomitanza con le gare europee dei due mondiali per motociclette derivate dalla serie. Situazione analoga si ebbe con la classe Sidecar, anch'essa con una gestione organizzativa separata, si corse su quattro prove.
I piloti che riuscirono ad ottenere il titolo continentale furono: Michele Conti  per la classe 125, Álvaro Molina per la classe 250, Gilles Boccolini in Supersport, Claudio Corti in Superstock 600 e l'equipaggio composto da Milan Spendal e Peter Hill per la classe sidecar.

## Calendario
| Data         | Nazione     | Circuito   | Vincitori        | Vincitori         | Vincitori           |
| Data         | Nazione     | Circuito   | classe 125       | classe 250        | Supersport          |
| ------------ | ----------- | ---------- | ---------------- | ----------------- | ------------------- |
| 27 marzo     | Paesi Bassi | Assen      | Michael Ranseder | -                 | -                   |
| 15 maggio    | Italia      | Vallelunga | Lorenzo Baroni   | Álvaro Molina     | Gilles Boccolini    |
| 29 maggio    | Ungheria    | Budapest   | Michael Ranseder | Álvaro Molina     | Guglielmo Tarizzo   |
| 12 giugno    | Croazia     | Rijeka     | Igor Kaláb       | Álvaro Molina     | Loris Valjan        |
| 25 giugno    | Paesi Bassi | Assen      | -                | Álvaro Molina     | -                   |
| 10 luglio    | Rep. Ceca   | Most       | Georg Fröhlich   | Patrick Lakerveld | Gilles Boccolini    |
| 21 agosto    | Germania    | Schleiz    | Georg Fröhlich   | Álvaro Molina     | Alessio Aldrovandi  |
| 11 settembre | Paesi Bassi | Assen      | -                | -                 | Sébastien Le Grelle |
| 9 ottobre    | Portogallo  | Braga      | Lorenzo Baroni   | Álvaro Molina     | Gilles Boccolini    |
| 16 ottobre   | Spagna      | Cartagena  | Lorenzo Baroni   | Álvaro Molina     | Alessio Aldrovandi  |

## Sistema di punteggio
| Pos.  | 1  | 2  | 3  | 4  | 5  | 6  | 7 | 8 | 9 | 10 | 11 | 12 | 13 | 14 | 15 | 16 > |
| ----- | -- | -- | -- | -- | -- | -- | - | - | - | -- | -- | -- | -- | -- | -- | ---- |
| Punti | 25 | 20 | 16 | 13 | 11 | 10 | 9 | 8 | 7 | 6  | 5  | 4  | 3  | 2  | 1  | 0    |

## Le classi

### Classe 125
Fonte:
La classe di minor cilindrata viene vinta da Michele Conti su una Honda, il pilota italiano prende punti in sette delle otto prove in calendario, salendo sul podio in quattro occasioni ma senza vincere mai una gara. Sono invece tre le vittorie in gara per Lorenzo Baroni, con il pilota dell'Aprilia che conclude secondo in graduatoria. Al terzo posto giunge invece Igor Kaláb con una vittoria stagionale. Altri piloti ad aver vinto gare sono stati Michael Ranseder e Georg Fröhlich, per loro sono due le vittorie stagionali a testa.
| Pos. | Pilota              | Moto    | Paesi Bassi (bandiera) | Italia (bandiera) | Ungheria (bandiera) | Croazia (bandiera) | Rep. Ceca (bandiera) | Germania (bandiera) | Portogallo (bandiera) | Spagna (bandiera) | P.ti |
| ---- | ------------------- | ------- | ---------------------- | ----------------- | ------------------- | ------------------ | -------------------- | ------------------- | --------------------- | ----------------- | ---- |
| 1    | Michele Conti       | Honda   | 3                      | 2                 | 2                   | 7                  | -                    | 9                   | 2                     | 7                 | 101  |
| 2    | Lorenzo Baroni      | Aprilia | -                      | 1                 | -                   | -                  | -                    | 2                   | 1                     | 1                 | 95   |
| 3    | Igor Kaláb          | Aprilia | 2                      | -                 | 3                   | 1                  | -                    | -                   | 4                     | 2                 | 94   |
| 4    | Joey Litjens        | Honda   | 6                      | 12                | 7                   | 3                  | 10                   | 5                   | 6                     | 11                | 71   |
| 5    | Georg Fröhlich      | Honda   | -                      | -                 | -                   | -                  | 1                    | 1                   | -                     | 3                 | 66   |
| 6    | Andrea Boscoscuro   | Honda   | 7                      | 9                 | 5                   | 13                 | -                    | 3                   | 7                     | 8                 | 63   |
| 7    | Michael Ranseder    | KTM     | 1                      | -                 | 1                   | -                  | -                    | -                   | -                     | -                 | 50   |
| 8    | Patrik Vostárek     | Honda   | -                      | -                 | 12                  | 12                 | 2                    | 8                   | -                     | 6                 | 46   |
| 9    | Philipp Eitzinger   | Honda   | 8                      | -                 | 6                   | -                  | 3                    | -                   | -                     | 5                 | 45   |
| 10   | Gabriele Gnani      | Gnani   | -                      | 7                 | -                   | 2                  | 5                    | 16                  | -                     | -                 | 40   |
| 11   | Eki Kaulamo         | Honda   | 13                     | 8                 | -                   | 9                  | 9                    | -                   | 8                     | 12                | 37   |
| 12   | Simone Sancioni     | Aprilia | -                      | -                 | -                   | -                  | -                    | -                   | 3                     | 4                 | 29   |
| 13   | Esteve Rabat        | Honda   | -                      | -                 | 11                  | 4                  | -                    | 7                   | -                     | -                 | 27   |
| 14   | Attila Magda        | FGR     | -                      | -                 | -                   | 5                  | 11                   | 17                  | 5                     | -                 | 27   |
| 15   | Frank van den Dragt | Honda   | 9                      | -                 | 8                   | -                  | 8                    | 13                  | -                     | -                 | 26   |
| 16   | Dominique Aegerter  | Honda   | -                      | -                 | 14                  | -                  | 7                    | 4                   | -                     | -                 | 24   |
| 17   | Hugo van den Berg   | Aprilia | 5                      | 5                 | -                   | -                  | -                    | -                   | -                     | -                 | 22   |
| 18   | Thomas Mayer        | Aprilia | 12                     | 10                | 16                  | 6                  | 16                   | 15                  | -                     | -                 | 21   |
| 19   | Raffaele Filice     | Honda   | -                      | -                 | -                   | 8                  | 6                    | 14                  | -                     | -                 | 20   |
| 20   | Eric Hübsch         | Honda   | -                      | -                 | -                   | -                  | 15                   | 6                   | -                     | 10                | 17   |
| 21   | Alessio Palumbo     | Aprilia | -                      | 3                 | -                   | -                  | -                    | -                   | -                     | -                 | 16   |
| 22   | Lukáš Razek         | Honda   | -                      | -                 | 10                  | 10                 | 13                   | -                   | -                     | -                 | 15   |
| 23   | Manuel Mickan       | Honda   | 4                      | -                 | -                   | -                  | -                    | -                   | -                     | -                 | 13   |
| -    | Nico Vivarelli      | Honda   | -                      | 4                 | -                   | -                  | -                    | -                   | -                     | -                 | 13   |
| -    | Stefan Bradl        | KTM     | 24                     | -                 | 4                   | -                  | -                    | -                   | -                     | -                 | 13   |
| -    | Sascha Hommel       | Honda   | -                      | -                 | -                   | -                  | 4                    | -                   | -                     | -                 | 13   |
| 27   | Leonardo Biliotti   | Aprilia | -                      | 6                 | -                   | -                  | -                    | -                   | -                     | -                 | 10   |
| 28   | Nikola Milanovic    | Honda   | -                      | 11                | -                   | -                  | -                    | 11                  | -                     | -                 | 10   |
| 29   | Alen Győrfi         | Honda   | -                      | -                 | 17                  | 11                 | 12                   | -                   | -                     | -                 | 9    |
| 30   | Robin Hošek         | Honda   | -                      | 16                | 18                  | 14                 | 19                   | 18                  | 11                    | 15                | 8    |
| 31   | Toni Wirsing        | Honda   | -                      | -                 | 9                   | -                  | -                    | -                   | -                     | -                 | 7    |
| -    | Carlos Ferreira     | Honda   | -                      | -                 | -                   | -                  | -                    | -                   | 9                     | -                 | 7    |
| -    | Dino Lombardi       | Aprilia | -                      | -                 | -                   | -                  | -                    | -                   | -                     | 9                 | 7    |
| 34   | Adrie den Bekker    | Honda   | 10                     | -                 | -                   | -                  | -                    | -                   | -                     | -                 | 6    |
| -    | Steven Michels      | Honda   | -                      | -                 | -                   | -                  | -                    | 10                  | -                     | -                 | 6    |
| -    | Nikolett Kovács     | Honda   | -                      | -                 | 21                  | -                  | -                    | -                   | 10                    | 16                | 6    |
| 37   | Rob Verhoef         | Honda   | 14                     | -                 | -                   | -                  | -                    | 12                  | -                     | -                 | 6    |
| 38   | Mark van Daalen     | Honda   | 11                     | -                 | -                   | -                  | -                    | -                   | -                     | -                 | 5    |
| 39   | Thomas Rebien       | Honda   | -                      | -                 | -                   | -                  | 14                   | 20                  | -                     | 14                | 4    |
| 40   | Luca Verdini        | Aprilia | -                      | 13                | -                   | -                  | -                    | -                   | -                     | -                 | 3    |
| -    | Robin Lässer        | KTM     | 23                     | -                 | 13                  | -                  | -                    | -                   | -                     | -                 | 3    |
| -    | Manuel Bordonado    | Aprilia | -                      | -                 | -                   | -                  | -                    | -                   | -                     | 13                | 3    |
| 43   | Ernst Dubbink       | Honda   | 20                     | 14                | -                   | 17                 | -                    | 28                  | -                     | -                 | 2    |
| 44   | Johan Friedricks    | Honda   | 15                     | -                 | -                   | -                  | -                    | 26                  | -                     | -                 | 1    |
| -    | Gianluca Mariotti   | Honda   | -                      | 15                | -                   | -                  | -                    | -                   | -                     | -                 | 1    |
| -    | Robert Mureșan      | Honda   | -                      | -                 | 15                  | -                  | 18                   | -                   | -                     | -                 | 1    |
| -    | Michal Šembera      | Honda   | -                      | -                 | 20                  | 15                 | 20                   | 23                  | -                     | -                 | 1    |
| Pos. | Pilota              | Moto    | Paesi Bassi (bandiera) | Italia (bandiera) | Ungheria (bandiera) | Croazia (bandiera) | Rep. Ceca (bandiera) | Germania (bandiera) | Portogallo (bandiera) | Spagna (bandiera) | P.ti |

| Legenda | 1º posto        | 2º posto            | 3º posto           | A punti      | Senza punti        | Grassetto – Pole position Corsivo – Giro più veloce |
| Legenda | Gara non valida | Non qual./Non part. | Ritirato/Non class | Squalificato | '-' Dato non disp. | Grassetto – Pole position Corsivo – Giro più veloce |

### Classe 250
Fonte:
Il pilota spagnolo Álvaro Molina, vincitore di sette delle otto gare in calendario, si conferma per il secondo anno campione Europeo della classe 250, per lui si tratta del terzo titolo continentale della sua carriera. Al secondo posto, unico pilota vincitore di gara differente rispetto a Molina, si posiziona il pilota olandese Patrick Lakerveld.
| Pos. | Pilota               | Moto    | Italia (bandiera) | Ungheria (bandiera) | Croazia (bandiera) | Paesi Bassi (bandiera) | Rep. Ceca (bandiera) | Germania (bandiera) | Portogallo (bandiera) | Spagna (bandiera) | P.ti |
| ---- | -------------------- | ------- | ----------------- | ------------------- | ------------------ | ---------------------- | -------------------- | ------------------- | --------------------- | ----------------- | ---- |
| 1    | Álvaro Molina        | Aprilia | 1                 | 1                   | 1                  | 1                      | 3                    | 1                   | 1                     | 1                 | 191  |
| 2    | Patrick Lakerveld    | Honda   | 4                 | 2                   | 5                  | 2                      | 1                    | 9                   | 4                     | -                 | 109  |
| 3    | Andreas Märtensson   | Yamaha  | 2                 | 15                  | 8                  | 4                      | 6                    | 4                   | 3                     | -                 | 81   |
| 4    | Yves Polzer          | Aprilia | 3                 | 3                   | 2                  | -                      | -                    | 2                   | 8                     | -                 | 80   |
| 5    | Kenni Aggerholm      | Yamaha  | -                 | 6                   | -                  | 3                      | 4                    | 5                   | -                     | 3                 | 66   |
| 6    | Thomas Walther       | Honda   | 6                 | 9                   | 10                 | 6                      | -                    | 6                   | 7                     | 8                 | 60   |
| 7    | Claudio Zanette      | Yamaha  | 5                 | 4                   | 7                  | -                      | -                    | -                   | 5                     | 6                 | 54   |
| 8    | Michal Filla         | Yamaha  | -                 | 7                   | 9                  | 5                      | 8                    | 10                  | -                     | 5                 | 52   |
| 9    | Norman Rank          | Honda   | 12                | 8                   | 11                 | 7                      | -                    | 12                  | 10                    | 9                 | 43   |
| 10   | Luca Morelli         | Aprilia | -                 | -                   | -                  | -                      | -                    | -                   | 2                     | 2                 | 40   |
| 11   | Mic Lindfors         | Aprilia | -                 | 5                   | 6                  | -                      | -                    | 8                   | 11                    | 11                | 39   |
| 12   | Hans Smees           | Aprilia | -                 | -                   | -                  | -                      | 2                    | 3                   | -                     | -                 | 36   |
| 13   | Ari Matikainen       | Honda   | -                 | 11                  | -                  | 10                     | 9                    | 15                  | 9                     | 13                | 29   |
| 14   | Omar Menghi          | Honda   | 7                 | -                   | -                  | -                      | 10                   | 7                   | 13                    | -                 | 27   |
| 15   | Franz Aschenbrenner  | Honda   | 8                 | -                   | -                  | 8                      | 15                   | -                   | -                     | 10                | 23   |
| 16   | Alexander Todorov    | Yamaha  | 10                | -                   | 3                  | -                      | -                    | -                   | -                     | -                 | 22   |
| 17   | Roger Heierli        | Honda   | 14                | 12                  | 12                 | 9                      | 20                   | 19                  | -                     | 12                | 21   |
| 18   | Nicklas Cajback      | Yamaha  | 9                 | -                   | 4                  | NQ                     | -                    | -                   | -                     | -                 | 20   |
| 19   | Francesco Planas     | Honda   | -                 | 17                  | 19                 | 19                     | 18                   | 25                  | 6                     | 7                 | 19   |
| 20   | Randy Gevers         | Aprilia | -                 | -                   | -                  | -                      | 5                    | 13                  | -                     | -                 | 14   |
| 21   | Frederik Watz        | Yamaha  | -                 | -                   | -                  | -                      | -                    | -                   | -                     | 4                 | 13   |
| 22   | Jan Roelofs          | Yamaha  | -                 | -                   | -                  | -                      | 7                    | 14                  | -                     | -                 | 11   |
| 23   | Jarno Ronzoni        | Yamaha  | 11                | 10                  | -                  | -                      | -                    | -                   | -                     | -                 | 11   |
| 24   | Erik Sjöström        | IRS     | -                 | -                   | 17                 | 13                     | 12                   | -                   | 15                    | 15                | 9    |
| 25   | Patrizio Binucci     | Yamaha  | -                 | 14                  | 14                 | 11                     | 16                   | 16                  | -                     | -                 | 9    |
| 26   | Toby Markham         | Yamaha  | -                 | -                   | -                  | -                      | 11                   | -                   | -                     | -                 | 5    |
| -    | Andrea Zappa         | Yamaha  | -                 | -                   | -                  | -                      | -                    | 11                  | -                     | -                 | 5    |
| 28   | Bram Appelo          | Honda   | -                 | -                   | -                  | 14                     | 13                   | 17                  | -                     | -                 | 5    |
| 29   | Daniel Persson       | Yamaha  | -                 | -                   | -                  | 12                     | -                    | -                   | -                     | -                 | 4    |
| -    | Erwin Postmus        | Yamaha  | 17                | -                   | -                  | 17                     | -                    | -                   | 12                    | 18                | 4    |
| 31   | Michele Mariotti     | Honda   | 13                | -                   | -                  | -                      | -                    | -                   | -                     | -                 | 3    |
| -    | Jaroslav Cerný       | Yamaha  | -                 | 13                  | -                  | -                      | -                    | -                   | -                     | -                 | 3    |
| -    | Emile Litjens        | Yamaha  | -                 | -                   | 13                 | -                      | -                    | -                   | -                     | -                 | 3    |
| 34   | Marc-Antoine Scaccia | Yamaha  | -                 | -                   | -                  | -                      | 14                   | 18                  | -                     | 19                | 2    |
| -    | Henrik Voit          | Aprilia | -                 | -                   | -                  | 25                     | -                    | -                   | 14                    | -                 | 2    |
| -    | Samuel Aubry         | Honda   | -                 | -                   | -                  | -                      | 17                   | -                   | -                     | 14                | 2    |
| 37   | Jürgen Bork          | Yamaha  | 15                | -                   | -                  | 24                     | -                    | -                   | -                     | -                 | 1    |
| -    | Jiří Mayer           | Honda   | 22                | -                   | 15                 | -                      | -                    | -                   | -                     | -                 | 1    |
| -    | Robert Dobrich       | Aprilia | -                 | -                   | -                  | 15                     | -                    | -                   | -                     | -                 | 1    |
| Pos. | Pilota               | Moto    | Italia (bandiera) | Ungheria (bandiera) | Croazia (bandiera) | Paesi Bassi (bandiera) | Rep. Ceca (bandiera) | Germania (bandiera) | Portogallo (bandiera) | Spagna (bandiera) | P.ti |

| Legenda | 1º posto        | 2º posto            | 3º posto           | A punti      | Senza punti        | Grassetto – Pole position Corsivo – Giro più veloce |
| Legenda | Gara non valida | Non qual./Non part. | Ritirato/Non class | Squalificato | '-' Dato non disp. | Grassetto – Pole position Corsivo – Giro più veloce |

### Supersport
Fonte:
Per quel che concerne la classe Supersport, il titolo viene vinto da Gilles Boccolini, con il pilota italiano che vince tre gare, realizzando 145 punti totali. Secondo si classifica Alessio Aldrovandi con 120 punti, per lui sono due le vittorie stagionali, mentre con la vittoria nella gara croata, Loris Valjan chiude terzo con 94 punti. Hanno ottenuto una vittoria stagionale anche Guglielmo Tarizzo e Sébastien Le Grelle.
| Pos. | Pilota               | Moto     | Italia (bandiera) | Ungheria (bandiera) | Croazia (bandiera) | Rep. Ceca (bandiera) | Germania (bandiera) | Paesi Bassi (bandiera) | Portogallo (bandiera) | Spagna (bandiera) | P.ti |
| ---- | -------------------- | -------- | ----------------- | ------------------- | ------------------ | -------------------- | ------------------- | ---------------------- | --------------------- | ----------------- | ---- |
| 1    | Gilles Boccolini     | Kawasaki | 1                 | 2                   | -                  | 1                    | 2                   | 6                      | 1                     | 2                 | 145  |
| 2    | Alessio Aldrovandi   | Honda    | 5                 | 4                   | 4                  | 2                    | 1                   | 4                      | -                     | 1                 | 120  |
| 3    | Loris Valjan         | Honda    | 6                 | 8                   | 1                  | 3                    | 5                   | -                      | 2                     | 12                | 94   |
| 4    | Guglielmo Tarizzo    | Honda    | 3                 | 1                   | 2                  | -                    | -                   | -                      | -                     | -                 | 61   |
| 5    | Andrea Manici        | Yamaha   | 9                 | 6                   | -                  | 14                   | 6                   | -                      | 4                     | 13                | 45   |
| 6    | Mattia Roncoroni     | Yamaha   | 11                | 10                  | 10                 | 17                   | 11                  | -                      | 5                     | 15                | 34   |
| 7    | Boštjan Pintar       | Yamaha   | -                 | 7                   | 3                  | -                    | 9                   | -                      | -                     | -                 | 32   |
| 8    | Giuseppe Barone      | Honda    | 7                 | -                   | 5                  | -                    | -                   | -                      | -                     | 6                 | 30   |
| 9    | Ville Valtonen       | Honda    | -                 | -                   | -                  | -                    | -                   | 10                     | 3                     | 9                 | 29   |
| 10   | Sébastien Le Grelle  | Honda    | -                 | -                   | -                  | -                    | -                   | 1                      | -                     | -                 | 25   |
| 11   | Václav Bittman       | Honda    | -                 | -                   | 9                  | 4                    | -                   | 12                     | -                     | -                 | 24   |
| 12   | Jiří Brož            | Kawasaki | -                 | -                   | 6                  | 7                    | 13                  | -                      | -                     | -                 | 22   |
| 13   | Ondřej Ježek         | Kawasaki | -                 | 5                   | -                  | 6                    | -                   | -                      | -                     | -                 | 21   |
| 14   | Juri Proietto        | Kawasaki | 2                 | -                   | -                  | -                    | -                   | -                      | -                     | -                 | 20   |
| -    | Vesa Kallio          | Yamaha   | -                 | -                   | -                  | -                    | -                   | 2                      | -                     | -                 | 20   |
| 16   | Allard Kerkhoven     | Suzuki   | -                 | -                   | -                  | 10                   | 4                   | -                      | -                     | -                 | 19   |
| 17   | Marcin Kaldowski     | Yamaha   | -                 | -                   | 7                  | 8                    | 14                  | -                      | -                     | -                 | 19   |
| 18   | Jari Aromaa          | Honda    | 12                | 9                   | -                  | -                    | -                   | -                      | -                     | 8                 | 19   |
| 19   | Zsolt Székely        | Honda    | -                 | 3                   | -                  | -                    | -                   | -                      | -                     | -                 | 16   |
| -    | Swen Ahnendorp       | Honda    | -                 | -                   | -                  | -                    | 3                   | -                      | -                     | -                 | 16   |
| -    | Joan Veijer          | Honda    | -                 | -                   | -                  | -                    | -                   | 3                      | -                     | -                 | 16   |
| -    | David Moral          | Yamaha   | -                 | -                   | -                  | -                    | -                   | -                      | -                     | 3                 | 16   |
| 23   | Alessio Anello       | Honda    | 4                 | -                   | -                  | -                    | -                   | -                      | -                     | -                 | 13   |
| -    | José Aguilar         | Yamaha   | -                 | -                   | -                  | -                    | -                   | -                      | -                     | 4                 | 13   |
| 25   | Didier Heijndrickx   | Honda    | -                 | -                   | -                  | 9                    | -                   | 11                     | -                     | -                 | 12   |
| 26   | Matti Seidel         | Honda    | -                 | -                   | -                  | 5                    | -                   | -                      | -                     | -                 | 11   |
| -    | Marco Opheij         | Yamaha   | -                 | -                   | -                  | -                    | -                   | 5                      | -                     | -                 | 11   |
| -    | Odin Mats Hodt       | Honda    | -                 | -                   | -                  | -                    | -                   | -                      | -                     | 5                 | 11   |
| 29   | Mile Pajic           | Kawasaki | -                 | -                   | -                  | 15                   | 7                   | -                      | -                     | -                 | 10   |
| 30   | Manuel Puccetti      | Kawasaki | -                 | -                   | -                  | 12                   | -                   | -                      | -                     | 10                | 10   |
| 31   | Pauli Pekkanen       | Honda    | -                 | -                   | -                  | -                    | -                   | 7                      | -                     | -                 | 9    |
| -    | Jorge Vilar Machado  | Honda    | -                 | -                   | -                  | -                    | -                   | -                      | -                     | 7                 | 9    |
| 33   | Jordi Almeda         | Yamaha   | 8                 | -                   | -                  | -                    | -                   | -                      | -                     | -                 | 8    |
| -    | Vittore Bianchi      | Honda    | -                 | -                   | 8                  | -                    | -                   | -                      | -                     | -                 | 8    |
| -    | Patrick Janz         | Honda    | -                 | -                   | -                  | -                    | 8                   | -                      | -                     | -                 | 8    |
| -    | Michel van Kleef     | Honda    | -                 | -                   | -                  | -                    | -                   | 8                      | -                     | -                 | 8    |
| 37   | Ángel Abellán        | Yamaha   | 10                | -                   | -                  | -                    | -                   | -                      | -                     | 14                | 8    |
| 38   | Henk van de Lagemaat | Honda    | -                 | -                   | -                  | -                    | -                   | 9                      | -                     | -                 | 7    |
| 39   | Tullio Vanoni        | Honda    | 15                | 11                  | -                  | -                    | 15                  | -                      | -                     | -                 | 7    |
| 40   | Andreas Brandt       | Honda    | -                 | -                   | -                  | -                    | 10                  | -                      | -                     | -                 | 6    |
| 41   | Thomas Lukaseder     | Honda    | -                 | -                   | -                  | 11                   | -                   | -                      | -                     | -                 | 5    |
| -    | Javier Oliver        | Suzuki   | -                 | -                   | -                  | -                    | -                   | -                      | -                     | 11                | 5    |
| 43   | Rik Lenters          | Yamaha   | -                 | -                   | -                  | -                    | 12                  | 15                     | -                     | -                 | 5    |
| 44   | Stelvio Boaretto     | Yamaha   | 13                | -                   | -                  | -                    | -                   | -                      | -                     | -                 | 3    |
| -    | Daniel Bock          | Yamaha   | -                 | -                   | -                  | 13                   | -                   | -                      | -                     | -                 | 3    |
| -    | Pascal Pronk         | Kawasaki | -                 | -                   | -                  | -                    | -                   | 13                     | -                     | -                 | 3    |
| 47   | Gianni Zannini       | Yamaha   | 14                | -                   | -                  | -                    | -                   | -                      | -                     | -                 | 2    |
| -    | Vladimir Ivanov      | Yamaha   | -                 | -                   | -                  | -                    | -                   | 14                     | -                     | -                 | 2    |
| Pos. | Pilota               | Moto     | Italia (bandiera) | Ungheria (bandiera) | Croazia (bandiera) | Rep. Ceca (bandiera) | Germania (bandiera) | Paesi Bassi (bandiera) | Portogallo (bandiera) | Spagna (bandiera) | P.ti |

| Legenda | 1º posto        | 2º posto            | 3º posto           | A punti      | Senza punti        | Grassetto – Pole position Corsivo – Giro più veloce |
| Legenda | Gara non valida | Non qual./Non part. | Ritirato/Non class | Squalificato | '-' Dato non disp. | Grassetto – Pole position Corsivo – Giro più veloce |

### Superstock 600
La prima edizione del campionato europeo Superstock 600 viene vinta da Claudio Corti su Yamaha YZF-R6, con Yoann Tiberio secondo con la Honda CBR600RR e Maxime Berger al terzo posto.

#### Prime cinque posizioni
| Pos. | Pilota         | Moto     |   |   |     |     |     |     |     |     |     |   | P.ti |
| ---- | -------------- | -------- | - | - | --- | --- | --- | --- | --- | --- | --- | - | ---- |
| 1    | Claudio Corti  | Yamaha   | 2 | 1 | 1   | 1   | 3   | 1   | 1   | 9   | 5   | 7 | 188  |
| 2    | Yoann Tiberio  | Honda    | 1 | 2 | 2   | 2   | 1   | Rit | Rit | 2   | 1   | 1 | 180  |
| 3    | Maxime Berger  | Honda    | 6 | 3 | 3   | SQ  | Rit | 3   | 14  | 1   | 2   | 3 | 121  |
| 4    | Niccolò Canepa | Kawasaki | 4 | 4 | 4   | 10  | 2   | 2   | Rit | Rit | Rit | 2 | 105  |
| 5    | Xavier Siméon  | Suzuki   | 3 | 5 | Rit | Rit | Rit | 4   | 4   | 3   | 4   | 4 | 95   |
| Pos. | Pilota         | Moto     |   |   |     |     |     |     |     |     |     |   | P.ti |

| Legenda | 1º posto        | 2º posto            | 3º posto           | A punti      | Senza punti        | Grassetto – Pole position Corsivo – Giro più veloce |
| Legenda | Gara non valida | Non qual./Non part. | Ritirato/Non class | Squalificato | '-' Dato non disp. | Grassetto – Pole position Corsivo – Giro più veloce |